# الکساندر اندریویچ
الکساندر اندریویچ (سیریلیک صربی: Александар Андрејевић؛ زادهٔ ۲۸ مارس ۱۹۹۲) بازیکن فوتبال اهل صربستان است.
از باشگاه‌هایی که در آن بازی کرده‌است می‌توان به باشگاه فوتبال چوکاریچکی اشاره کرد.
وی همچنین در تیم ملی فوتبال صربستان بازی کرده‌است.